# Podosorus angustatus
Podosorus angustatus är en stensöteväxtart som beskrevs av Holtt. Podosorus angustatus ingår i släktet Podosorus och familjen Polypodiaceae. Inga underarter finns listade.